# Селеновая кислота
Селе́новая кислота́ — неорганическая кислота, состоящая из катиона водорода и аниона селената (SeO42-). Химическая формула {\displaystyle {\mathsf {H_{2}SeO_{4}}}}. Сильная кислота, токсична. Гомологична серной кислоте.

## Описание
Селеновая кислота при стандартных условиях представляет собой бесцветное кристаллическое вещество, хорошо растворимое в воде. Ядовита, гигроскопична, является сильным окислителем. Селеновая кислота — одно из немногих соединений, растворяющих золото (наряду с хлорной кислотой, царской водкой, раствором Люголя, цианидами и др.). В твёрдом состоянии она кристаллизуется в ромбическую структуру.

## Получение
- Взаимодействие оксида селена(VI) с водой:

{\displaystyle {\mathsf {SeO_{3}+H_{2}O\longrightarrow H_{2}SeO_{4}}}}
- Взаимодействие селена с хлорной или бромной водой:

{\displaystyle {\mathsf {Se+3Cl_{2}+4H_{2}O\longrightarrow H_{2}SeO_{4}+6HCl}}}
{\displaystyle {\mathsf {Se+3Br_{2}+4H_{2}O\longrightarrow H_{2}SeO_{4}+6HBr}}}
- Взаимодействие селенистой кислоты или оксида селена(IV) с пероксидом водорода:

{\displaystyle {\mathsf {SeO_{2}+H_{2}O_{2}\longrightarrow H_{2}SeO_{4}}}}
{\displaystyle {\mathsf {H_{2}SeO_{3}+H_{2}O_{2}\longrightarrow H_{2}SeO_{4}+H_{2}O}}}
Окисление селенистой кислоты кислородом под действием ультрафиолета:
{\displaystyle {\mathsf {2H_{2}SeO_{3}+O_{2}\xrightarrow {UV} \ 2H_{2}SeO_{4}}}}

## Химические свойства
- Изменение окраски кислотно-основных индикаторов
- Сильный окислитель, более сильный чем серная кислота, даже в умеренно разбавленном растворе (для сравнения даны электродные потенциалы φSO42-/SO32- ~0,169 В, φSeO42-/SeO32- ~1,147 В). Так, например, селеновая кислота способна к окислению соляной кислоты (ввиду большего значения электродного потенциала), в отличие от серной, которая не взаимодействует с ней:

{\displaystyle {\mathsf {H_{2}SeO_{4}+2HCl\rightarrow H_{2}SeO_{3}+Cl_{2}+H_{2}O}}}
- Горячая, концентрированная селеновая кислота способна растворять золото, образуя красно-жёлтый раствор селената золота(III):

{\displaystyle {\mathsf {2Au+6H_{2}SeO_{4}\longrightarrow Au_{2}(SeO_{4})_{3}+3H_{2}SeO_{3}+3H_{2}O}}}
{\displaystyle {\mathsf {2Au+3H_{2}SeO_{4}\longrightarrow Au_{2}O(SeO_{3})_{2}+H_{2}SeO_{3}+2H_{2}O}}}
Для получения безводной кислоты в твёрдом кристаллическом состоянии полученный раствор выпаривают при температуре ниже 140 °C (413 К, 284 °F) в вакууме.
Концентрированные растворы данной кислоты вязки. Известны кристаллические моно- и дигидраты. Моногидрат плавится при 26 °C, дигидрат при −51,7 °C.

### Селенаты
Соли селеновой кислоты называются селенатами:
- Селенат аммония — (NH4)2SeO4
- Селенат бария — BaSeO4
- Селенат бериллия — BeSeO4
- Селенат золота(III) — Au2(SeO4)3
- Селенат меди(II) — CuSeO4
- Селенат натрия — Na2SeO4

## Применение
Селеновая кислота применяется в основном для получения селенатов.